# Alianza por la Unidad Nacional

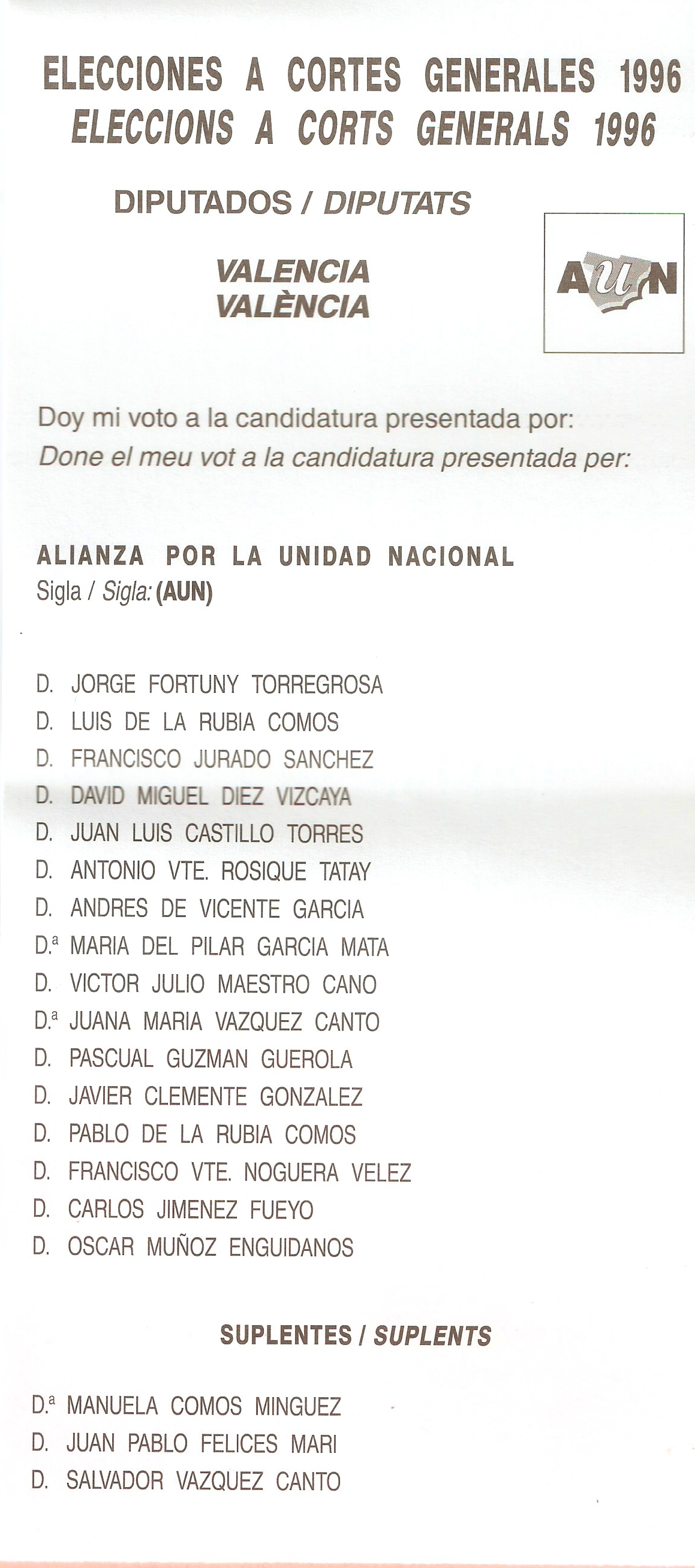
Papereta electoral.

Alianza por la Unidad Nacional (AUN) és un partit polític espanyol d'extrema dreta creat el 12 d'octubre de 1994 de la unió del Frente de Alternativa Nacional (escindida del FN de Blas Piñar), Nación Joven (NJ, liderada per Eduardo Arias), el Movimiento Social Español (MSE, fundat el 1993 per Ricardo Sáenz de Ynestrillas) i el Movimiento Católico Español (MCE) de José Luis Corral. El març de 1995 es va presentar oficialment i s'hi va afegir el sindicat Fuerza Nacional del Trabajo.
Pretenia ocupar el buit polític deixat per Fuerza Nueva i tenia com a referents el Front Nacional de Jean-Marie Le Pen, el Moviment Social Italià de Pino Rauti i el Partit Nacional Democràtic alemany. Es distingí per convocar manifestacions davant l'Audiència Nacional durant els judicis a militants d'Herri Batasuna el 1997.
A les eleccions generals espanyoles de 1996 va obtenir 3.663 vots, i a les eleccions europees de 1999, 12.486 vots. Des de 1999 la seva militància va decaure, sobretot després del processament del seu cap, Ricardo Sáenz de Yniestrillas, per possessió d'estupefaents, el 2000. El seu nou cap, Pedro Pablo Peña, refundà el partit el 2005 com a Alianza Nacional.